# Олькуш
О́лькуш (пол. Olkusz, нем. Olkusch) — город в Польше, административный центр одноимённой гмины, расположенный в Малопольском воеводстве, Олькушском повяте. Занимает площадь 25,63 км². Согласно данным Центрального статистического офиса Польши, население города составляет 35 170 человек на 2019 год.
Олькуш находится на западных рубежах Краковско-Ченстоховской возвышенности над рекой Баба, между Национальной автодорогой 94 и воеводскими дорогами 783 и 791.
Также он относится к историческому региону Заглембье-Домбровское. В прошлом Олькуш был королевским городом Короны Королевства Польского.

## История

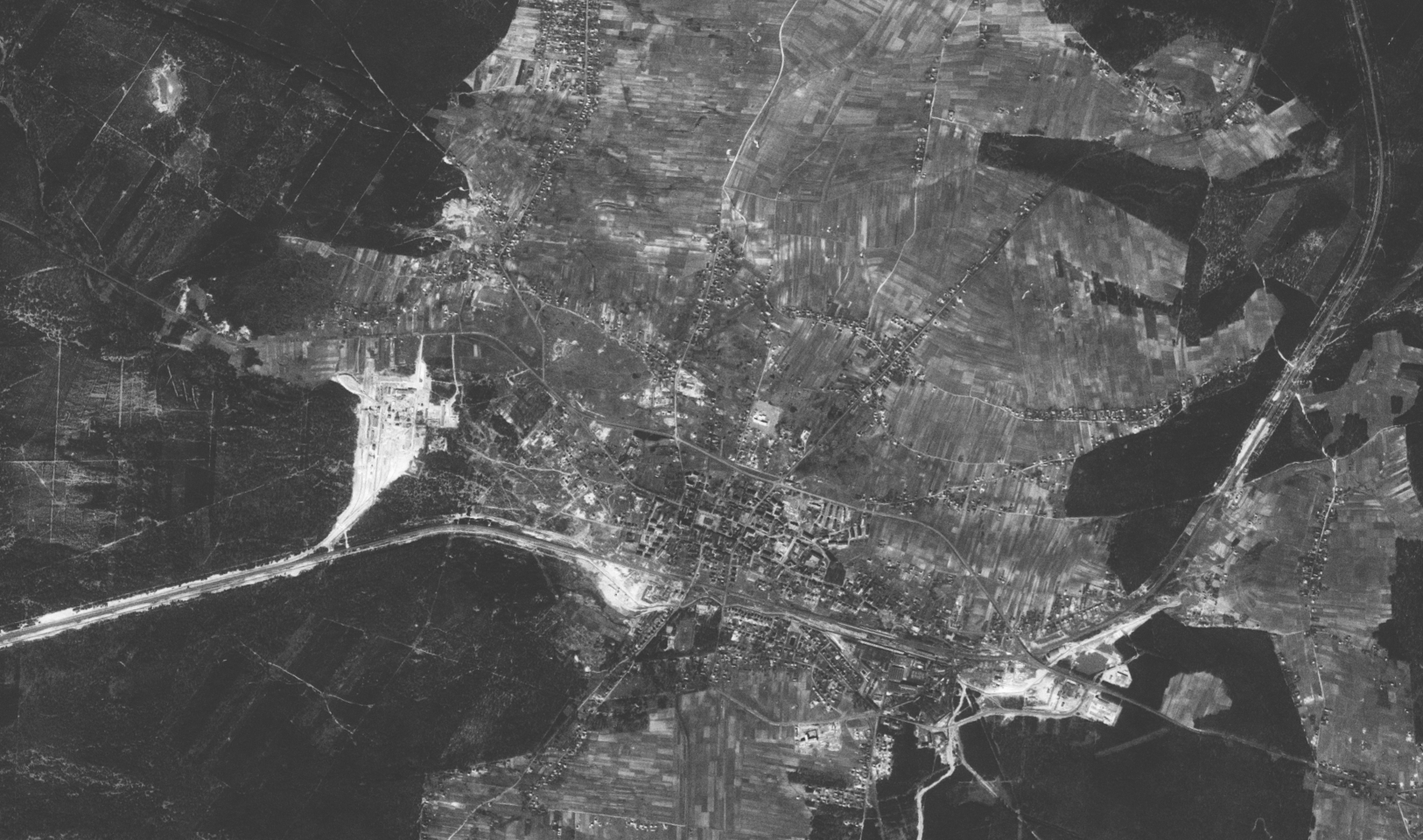
Спутниковый снимок города Олькуш. Сделан 25 марта 1968 года американским спутником-шпионом Corona 124

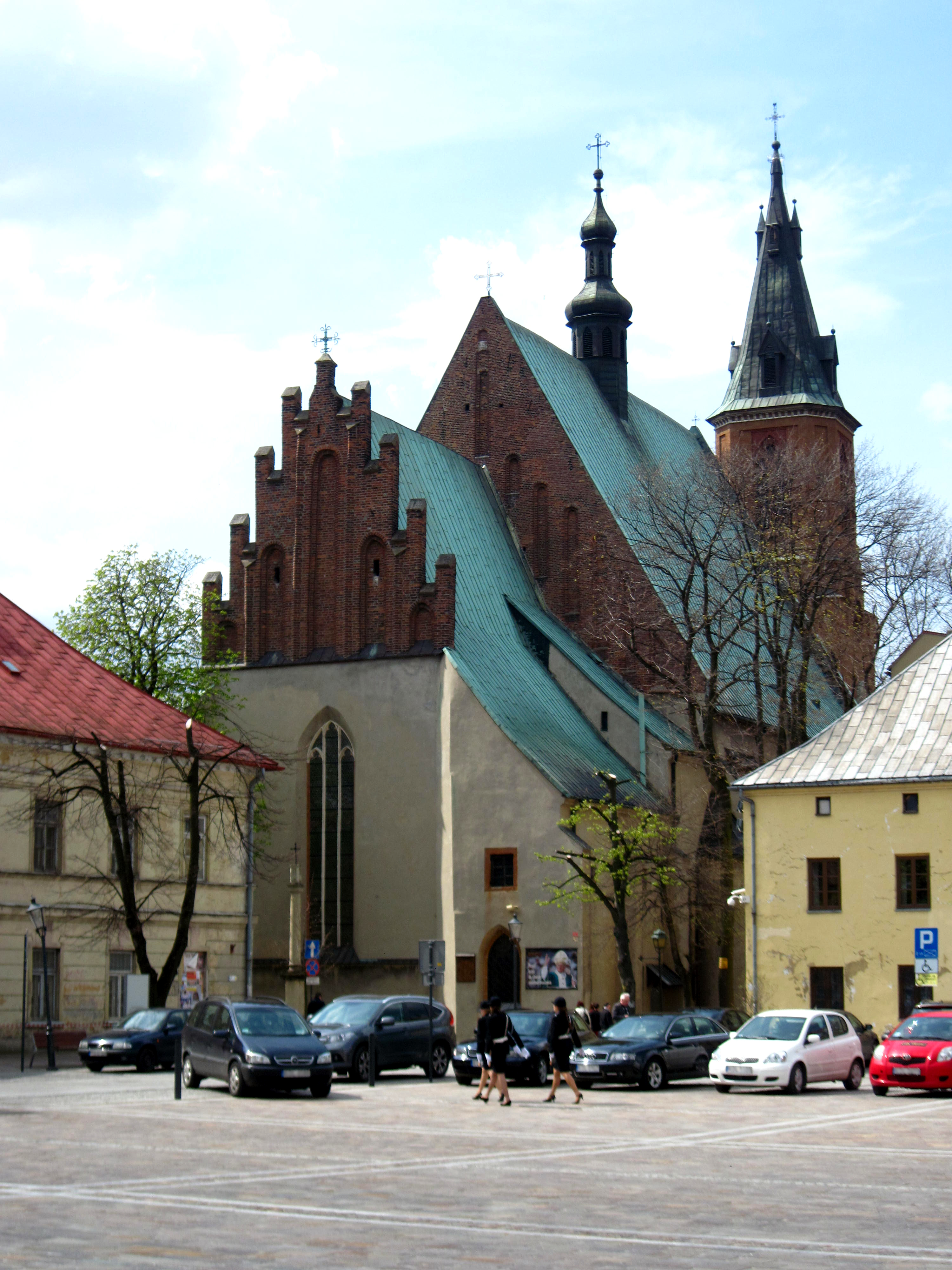
Базилика

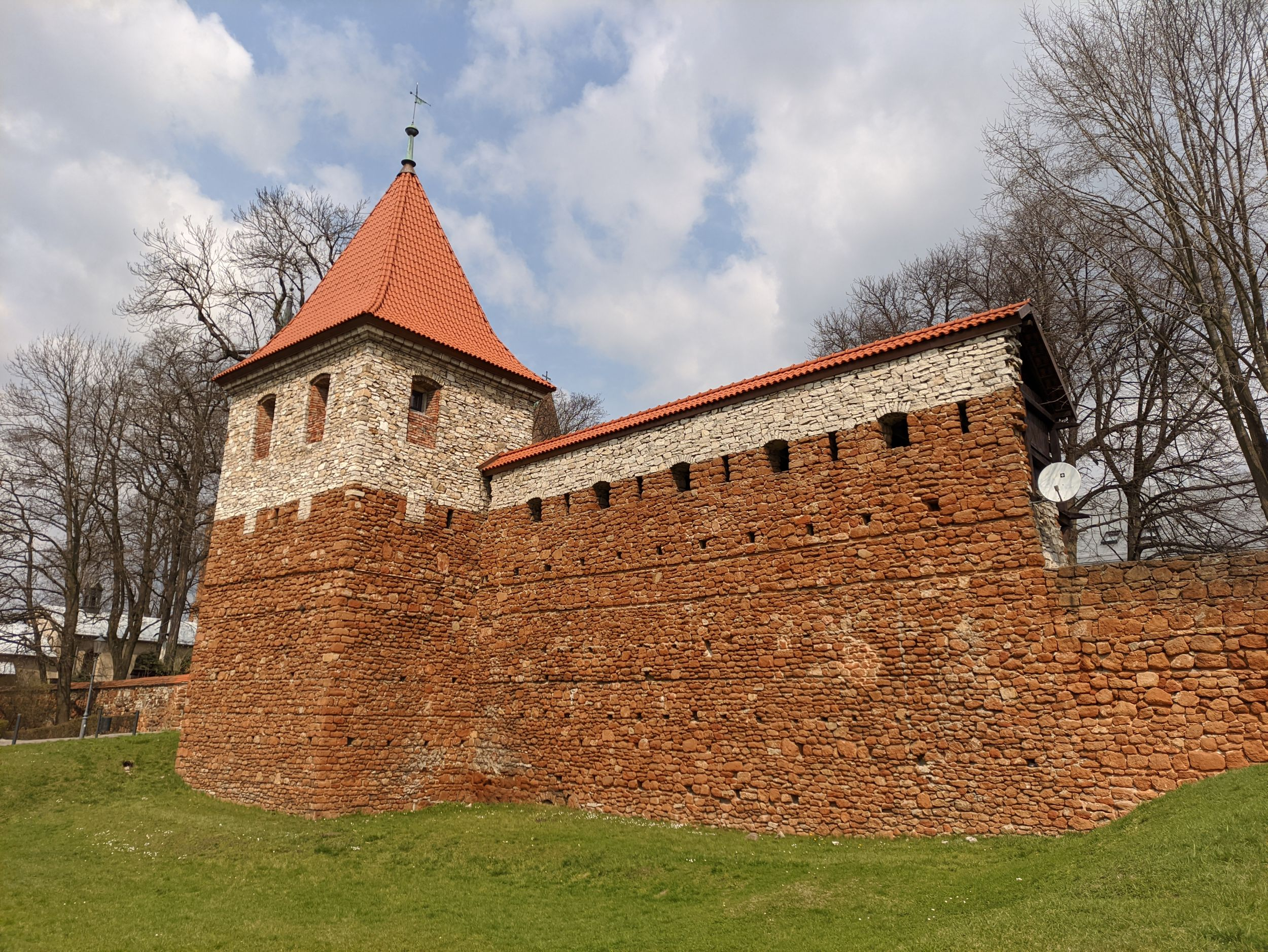
Башня в Олькуше

Олькуш упоминается в летописях под разными названиями: Lcuhs (1257), Hilcus (1262), Helcus (1301), Ylcus (1314), Elcus (1409) и Olkusch (1462). Первое поселение появилось на месте Олькуша в раннем Средневековье: там же появились первые шахты по добыче серебра, небольшие залежи которого располагались рядом. Изначально поселение находилось к западу от нынешнего города, однако в середине XIII века город был фактически перенесён на реку Баба. До 1299 года в городе действовали законы Священной Римской империи (данные о принятии городского устава неизвестны).
В начале XIV века город был отгорожен городскими стенами, и началось строительство приходской церкви апостола Андрея. Олькуш тогда считался одним из наиболее крупных и важных городов Малопольши, что было связано с расширением королевских шахт и расположением города на пути из Вроцлава в Краков. В 1356 году город получил право делегировать представителей в Суд шести городов — верховный суд для городов Малопольши. Среди известных уроженцев Олькуша выделяются Марцин Былица, придворный астроном короля Венгрии Матьяша I Корвина, а Марцин Бем занимался реформой календаря в качестве профессора Краковской академии.
После исчерпания мелких месторождений в XV веке были прорыты тоннели, которые позволяли вести добычу из месторождений, находящихся на большей глубине. В 1551 году король Сигизмунд II Август утвердил новый статут для рудников Олькуша. В 1579 году в здании на Рыночной площади был открыт королевский монетный двор, который находился там вплоть до конца XVI века (эпоха правления Стефана Батория и Сигизмунда III Вазы). Конец «золотой эпохи» Олькуша настал в XVII веке, когда шахтёры стали вести подкопы под городские постройки из-за истощения залежей руды. Шведский потоп усугубил ситуацию: шведские войска захватили шахты Олькуша для проведения раскопок под монастырём на Ясной Горе, где в итоге все и погибли. Все заброшенные и заиленные тоннели были затоплены. Пожары несколько раз опустошали город.
После третьего раздела Польши в 1795 году Олькуш был присоединён к Австрии, однако после заключения мира в Шёнбрунне в 1809 году был присоединён к Герцогству Варшавскому, а с 1815 года стал частью Царства Польского в Российской империи. Тогда же и были предприняты первые попытки восстановить горнодобывающую промышленность: в 1814 году начал работу первый рудник по добыче цинка. В первой половине XIX века город претерпел серьёзные изменения: были снесены старая ратуша, городские стены и старинный монастырь августинцев, но также были возведены новые здания для городского руководства при том, что очень многие не ремонтировались. Во время восстания 1863 года в окрестностях Олькуша и во всем Заглембе-Домбровском действовали вооружённые отряды польских повстанцев, в том числе и группа итальянцев под руководством полковника Франческо Нулло, погибшего в битве при Кшикаве и похороненного на старом Олькушском кладбище.
После подавления восстания Олькуш медленно оправлялся от его последствий. В 1883—1885 годах была выстроена Ивангородско-Домбровская железная дорога, которая внесла большой вклад в дальнейшее экономическое развитие не только города с населением в 2 тысячи человек, но и всего региона. В 1907 году в городе была основана Фабрика жестяных горшков (ныне Emalia SA) австрийским промышленником Петером Вестеном. После Первой мировой войны в городе стали открываться школы, улучшилось состояние инфраструктуры. Население составляло 12 тысяч человек (около 4 тысяч — польские евреи, также было немецкое меньшинство). В межвоенные годы город, равно как и повят, были в составе Келецкого воеводства. 10 февраля 1929 года в городе был зафиксирован один из температурных рекордов среди низких температур (–40,4 °C).
Город был захвачен в начале сентября 1939 года вермахтом: над располагавшейся недалеко Журадой были сбиты первые самолёты люфтваффе в войне подпоручиком Владиславом Гнысем. Территория была включена в состав Генерал-губернаторства, город переименовали на немецкий манер (Olkusch), а позже вовсе переименовали в Илкенау (нем. Ilkenau) для ликвидации любых следов славянской топонимики. Городом управляло немецкое меньшинство; по распоряжению оккупационных властей и коллаборационистов было создано еврейское гетто. Вместе с тем против гитлеровцев велась партизанская война усилиями Армии крайовой: в окрестностях действовал батальон «Олькуш» из Народной обороны. 16 июля 1940 года в Олькуше были расстреляны 20 человек, а 31 июля произошла акция пацификации, известная как «Кровавая среда» (массовые польские и еврейские погромы). В середине 1942 года было ликвидировано гетто, где уже собрались 3 тысячи человек: выживших перевезли в концлагерь Освенцим II — Биркенау. 20 января 1945 года город был освобождён частями 5-й гвардейской танковой армии и 59-й армии 1-го Украинского фронта: в боях погибло около 1100 советских солдат.
В послевоенные годы город был отстроен заново и расширился. В 1960-е годы началось строительство шахты «Олькуш» и жилых комплексов, предназначенных для работников промышленных предприятий, в первую очередь для Катовицкого металлургического комбината в Домброве-Гурничей. Были отстроены заводы по производству посуды и вентиляторов (новые огромные цеха). Благодаря индустриализации города население выросло с 10 тысяч в первые послевоенные годы до почти 40 тысяч к началу XXI века. Однако развитие промышленности негативно сказалось на окружающей среде: фиксируются серьёзные загрязнения воздуха в связи с добычей полезных ископаемых, наблюдается нарушение гидрологического баланса в виде высыхания притоков реки Баба.
До 1975 года Олькуш входил в состав Краковского воеводства, позже в 1975—1998 годах был в составе Катовицкого воеводства, а с 1999 года входит в Малопольское воеводство.

## Жилые комплексы
- Сьрудмесьце (пол. Śródmieście)
- Центрум (пол. Centrum)
- Пакуска (пол. Pakuska)
- Чарна-Гура (пол. Czarna Góra)
- Поможаны (пол. Pomorzany)
- Глинянки (пол. Glinianki)
- Млодых (пол. Młodych)
- Всхуд (пол. Wschód)
- Словики (пол. Słowiki)
- Скальские (пол. Skalskie)

## Экономика

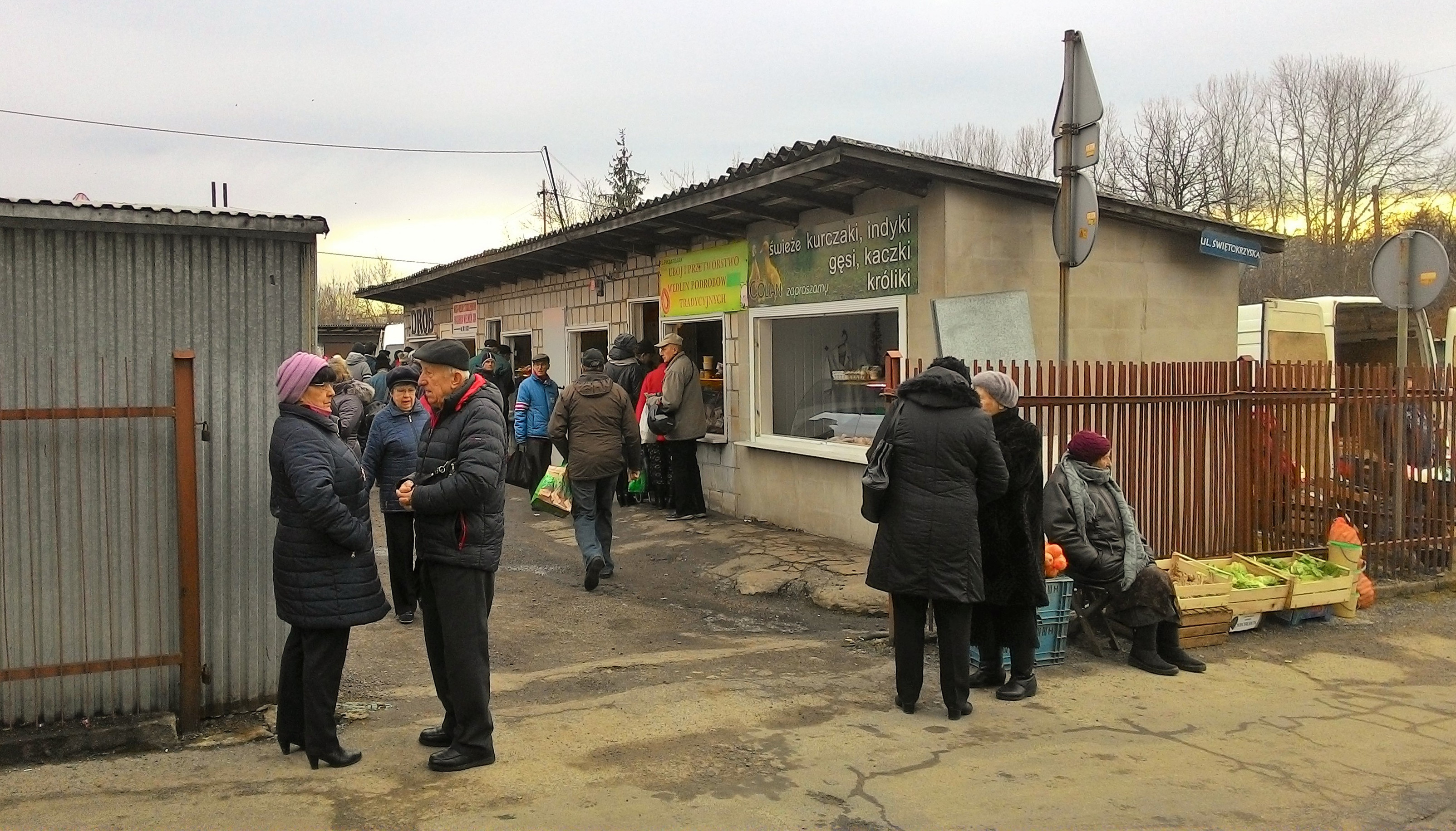
Рынок в Олькуше в пятницу

Олькуш известен как один из крупнейших горнорудных центров Польши с XIII века, занимающийся добычей цинка и свинца. Наиболее известным рудником в окрестностях города, составляющим основу экономики Олькуша (в том числе и в XX веке) — рудник «Олькуш — Поможаны» (пол. Olkusz – Pomorzany), расположенный недалеко от цинкообрабатывающего завода ZGH Bolesław в Буковно. Также Олькуш является региональным экономическим и культурным центром. Крупнейшими по занятости предприятиями города являются:
- филиал фирмы Creaton Polska по производству черепицы[7]
- IMI Hydronic Engineering, компания по производству арматуры, регуляторов и измерительных приборов[8]
- Intermag, компания по производству продукции для нужд сельского хозяйства и животноводства[9]
- Plast-Met Automotive Systems, компания по производству металлических изделий[10]
- Owent, производитель вентиляторов[11]
- торговый центр Atrium

## Города-побратимы
Следующие города поддерживают партнёрские или побратимские отношения с Олькушем:
- Стаффордшир-Мурлендс, Великобритания
- Швальбах-ам-Таунус, Германия
- Бьеррингбро[англ.], Дания
- Брюэ-ла-Бюисьер, Франция
- Бергамо, Италия
- Понтенуре, Италия